# Eyjar og Miklaholt
Die Landgemeinde Eyjar og Miklaholt (isländisch Eyja- og Miklaholtshreppur) liegt im Westen Islands in der Region Vesturland und zählt 114 Einwohner (1. Januar 2023), von denen 25 eine andere als die isländische Staatsbürgerschaft haben. Sie wurde am 11. Juni 1994 durch Zusammenschluss der bisherigen Landgemeinden Eyjar (Eyjahreppur) und Miklaholt (Miklaholtshreppur) gebildet. Die Gemeinde liegt im Süden der Halbinsel Snæfellsnes.

## Geschichte
Im Landnahmebuch wird berichtet, dass von den 29 Landnehmern, die in Snæfellsnes Land nahmen, vier sich in der heutigen Gemeinde Eyja- og Miklaholtshreppur ansiedelten:
- Sel-Þórir Grímsson auf dem heutigen Hof Ytri-Rauðamelur[4]
- Þormóðr goði Oddson lebte auf dem Hof Rauðkollsstaðir[5]
- Þórðr gnúpa, der Bruder von Þormóðr, lebte in Gnúpudalr
- Guðlaugr inn auðgi soll Land von Straumfjarðará bis Fura in Staðasveit genommen haben und in Borgarholt gelebt haben[6]

Die meisten Höfe der Gemeinde sind seit dem Mittelalter belegt. Manche werden z. B. in der Sturlunga saga erwähnt, der Hof Hrossholt sogar in drei Isländersagas (Heiðarvíga saga, Grettis saga und Eyrbyggja saga).

## Geografie
Bekannt ist vor allem der 1956 angelegte Wald Hofstaðaskógur, der eine Fläche von 12,5 ha bedeckt, und in dem hauptsächlich Nadelbäume wachsen.

## Bauwerke
Auf dem Gebiet der Gemeinde befinden sich drei Kirchen: Rauðamelskirkja, Miklaholtskirkja und Fáskrúðabakkakirkja.
Die Rauðamelskirkja auf dem Hof Rauðamel, wo seit gut 400 Jahren eine Kirche steht, wurde 1886 erbaut und hat eine Länge von 5,73 m und eine Breite von 5,60 m. Die Miklaholtskirkja wurde 1936 vollendet und erhielt 1961 ihren Turm. Die  Fáskrúðabakkakirkja wurde 1935 erbaut.

## Einwohnerentwicklung
| Datum         | Einwohner               |
| ------------- | ----------------------- |
| 1. Dez. 1981: | 213 (Gebietsstand 1994) |
| 1. Dez. 1997: | 122                     |
| 1. Dez. 2003: | 130                     |
| 1. Dez. 2004: | 141                     |
| 1. Dez. 2005: | 137                     |
| 1. Dez. 2006: | 140                     |

## Söhne und Töchter der Landgemeinde
- Sigfús Sigurðsson (1922–1999), Leichtathlet

## Bildergalerie

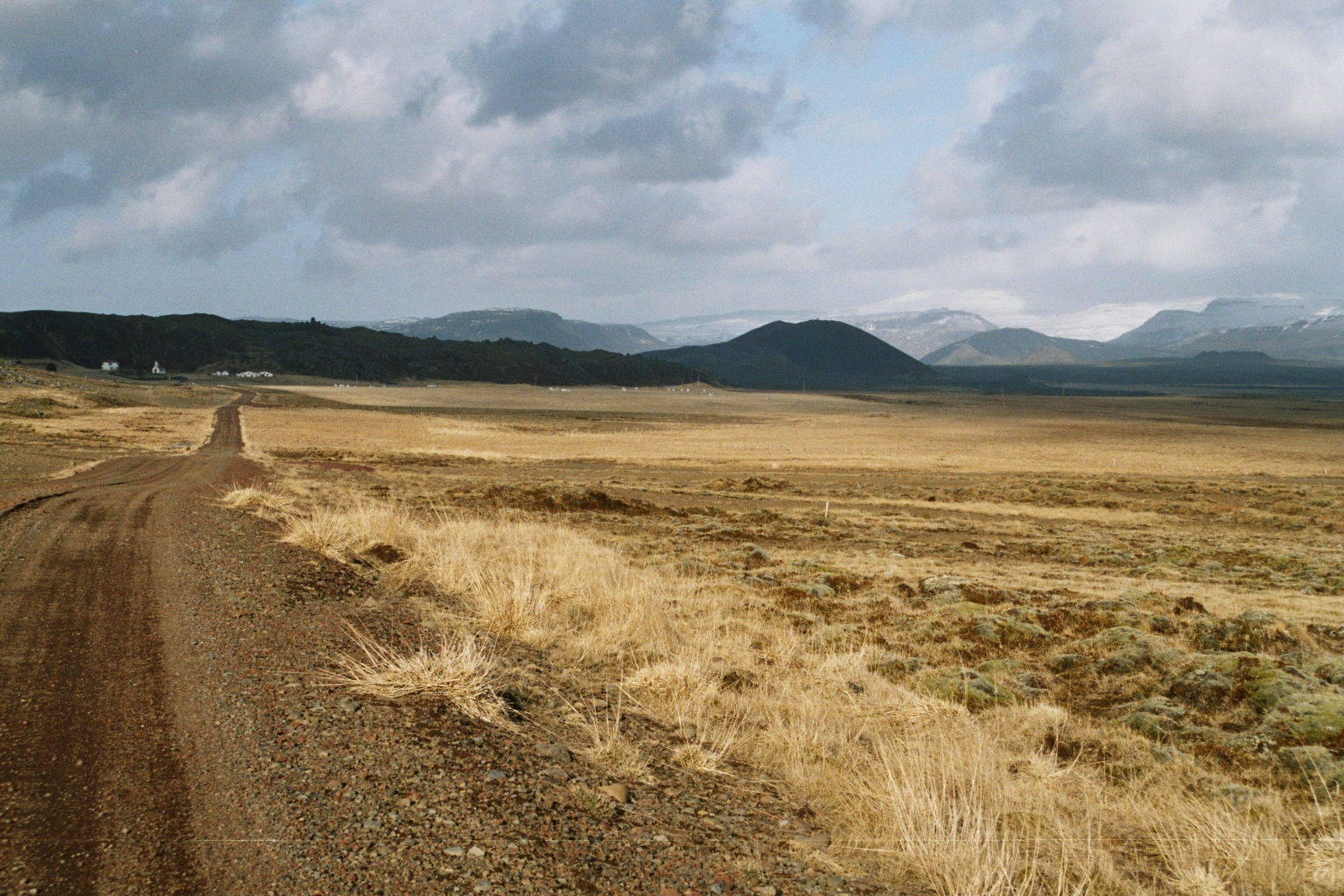
Ytri-Rauðamelur
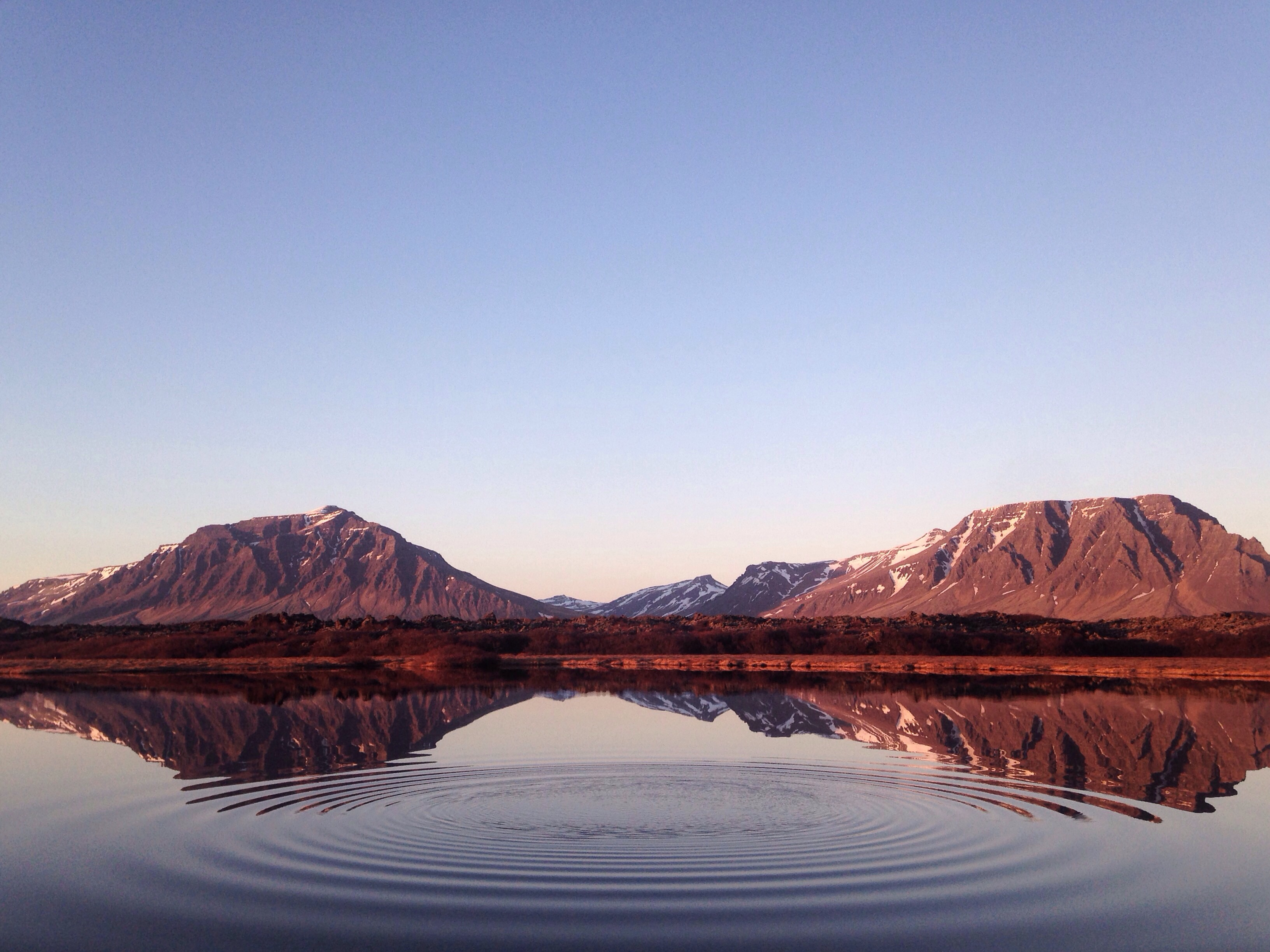
Kolbeinsstaðafjall
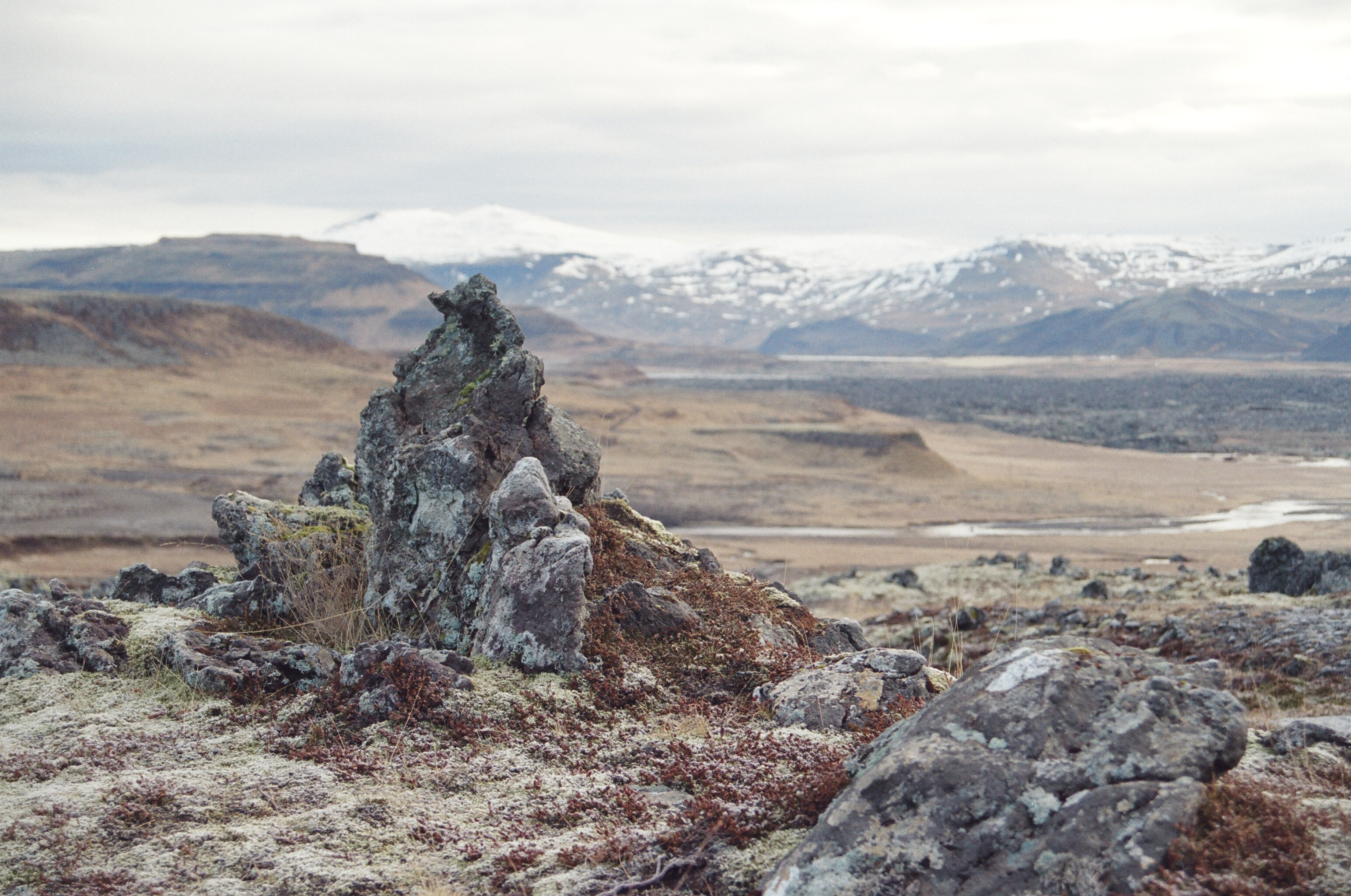
Hnappadalur
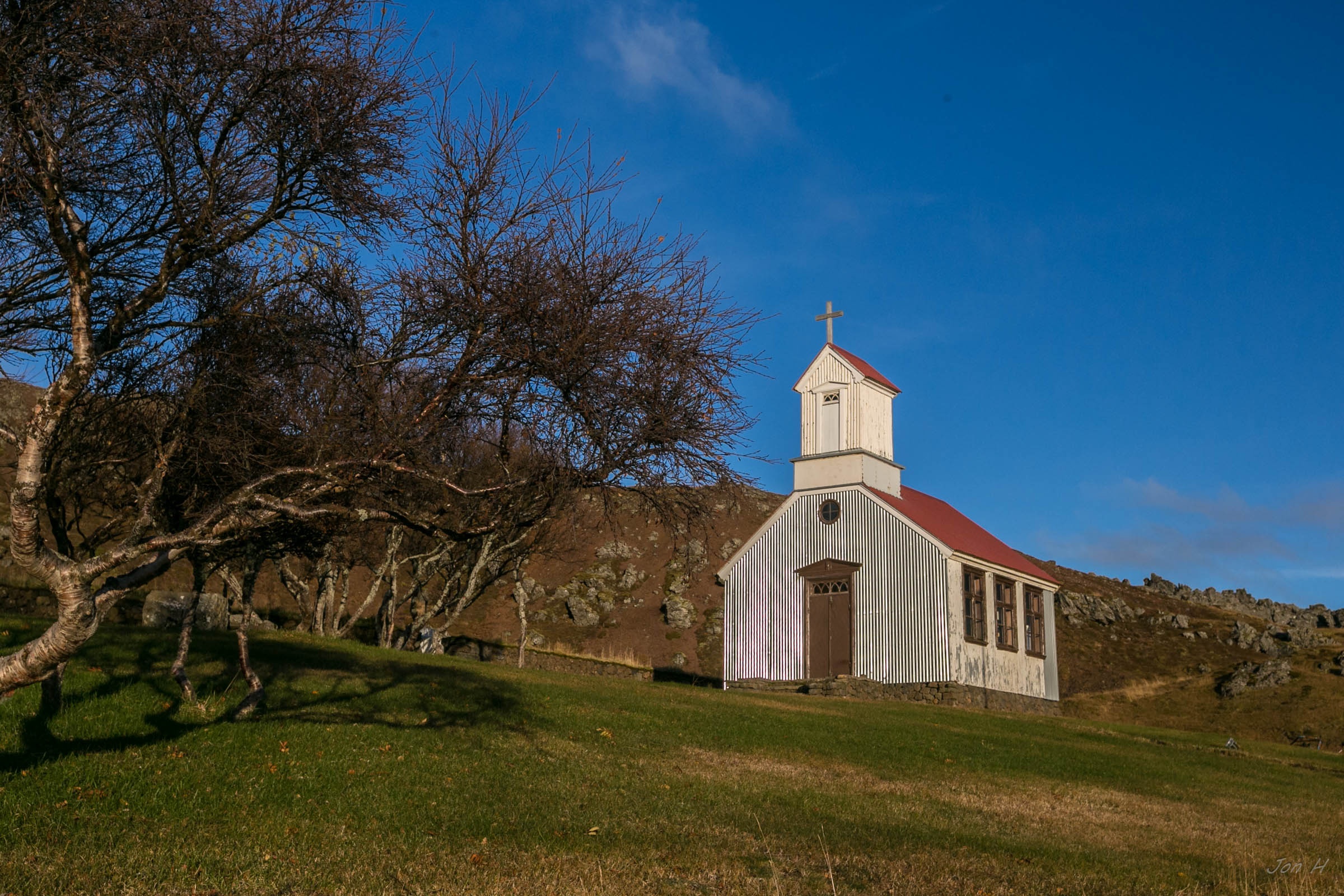
Kirche Rauðamelskirkja